# 14 mars
14 mars är den 73:e dagen på året i den gregorianska kalendern (74:e under skottår). Det återstår 292 dagar av året.

## Återkommande bemärkelsedagar

### Övriga
- Pi-dagen (eftersom dagens datum på amerikanskt vis skrivs 3/14 och talet pi (π) brukar avrundas till 3,14)

## Dagens namn

### I den svenska almanackan
- Nuvarande – Matilda och Maud
- Föregående i bokstavsordning
  - Mathild – Namnet infördes på dagens datum 1751, då det ersatte namnformerna Matild och Mechtildes, som hade funnits där innan. 1830 utgick det dock och ersattes av det modernare Matilda.
  - Matild – Namnet infördes, tillsammans med Mechtildes, på dagens datum 1731, men dessa båda utgick och ersattes av Mathild 1751.
  - Matilda – Namnet infördes på dagens datum 1830, då det ersatte den äldre namnformen Mathild, och har funnits där sedan dess.
  - Maud – Namnet infördes på dagens datum 1986 och har funnits där sedan dess.
  - Mechtild – Namnet infördes på dagens datum 1680, men utgick och ersattes av formerna Matild och Mechtildes 1731.
  - Mechtildes – Namnet infördes, tillsammans med Matild, på dagens datum 1731, då det ersatte namnformen Mechtild.
  - Moa – Namnet infördes på dagens datum 1986, men flyttades 1993 till 27 juli och 2001 till 18 november.
  - Zacharias – Namnet infördes på dagens datum 1620, då det ersatte benämningen Zacharie pape. 1680 fick det sällskap av Mechtild, men 1709 flyttades det till 6 september, där det fanns fram till 2001, då det utgick.
  - Zacharie pape – Denna benämning på dagens datum fanns där, till minne av en påve från 700-talet, fram till 1620, då den utgick.
- Föregående i kronologisk ordning
  - Före 1620 – Zacharie pape
  - 1620–1679 – Zacharias
  - 1680–1708 – Zacharias och Mechtild
  - 1709–1730 – Mechtild
  - 1731–1750 – Mechtildes och Matild
  - 1751–1829 – Mathild
  - 1830–1900 – Matilda
  - 1901–1985 – Matilda
  - 1986–1992 – Matilda, Maud och Moa
  - 1993–2000 – Matilda och Maud
  - Från 2001 – Matilda och Maud
- Källor
  - Brylla, Eva (red.): Namnlängdsboken, Norstedts ordbok, Stockholm, 2000. ISBN 91-7227-204-X
  - af Klintberg, Bengt: Namnen i almanackan, Norstedts ordbok, Stockholm, 2001. ISBN 91-7227-292-9

### Finlandssvenska almanackan
- Nuvarande från 2025[1] – Matilda, Tilda, Tilde, Mette
- I föregående revideringar[a][2]
  - 1929–2009 – Matilda
  - 2010–2014 – Matilda, Tilda, Tilde
  - 2015–2019 – Matilda, Tilda, Tilde, Mette
  - 2020–2024 – Matilda, Tilde, Tilda, Mette

## Händelser
- 1361 – Niels Jensen (Bild) väljs till ärkebiskop i Lunds stift och vigs i Avignon. Han innehar sedan posten till sin död 1379.
- 1489 – Drottning Caterina Cornaro av Cypern tvingas sälja sitt kungarike till Republiken Venedig, varefter ön blir en venetiansk koloni. Caterina tillåts dock formellt behålla titeln drottning resten av sitt liv (hon dör 1510).
- 1800 – Sedan Pius VI har avlidit året före väljs Barnaba Niccolò Maria Luigi Chiaramonti till påve och tar namnet Pius VII.
- 1847 – Operan Macbeth av Verdi har urpremiär.
- 1915 – Sedan den tyska lätta kryssaren SMS Dresden har flytt undan sjöslaget vid Falklandsöarna tre månader tidigare blir hon nu trängd av den brittiska flottan utanför Chiles kust och besättningen väljer därför att överge fartyget och sänka henne, för att hon inte ska falla i britternas händer. I det efterföljande slaget vid Más a Tierra förintas de sista resterna av den tyska ostasiatiska insatsstyrkan.
- 1937 – Påvelig encyklika Mit brennender Sorge promulgeras.
- 1939 – Sedan Tyskland i oktober året innan har annekterat de sudettyska områdena av Tjeckoslovakien förklarar sig Slovakien denna dag självständigt från detta land och prästen Jozef Tiso blir dess president.[3] Dagen därpå upphör Tjeckoslovakien att existera, då Tyskland ockuperar och annekterar resten av Tjeckien.
- 1943 – Tyskarna avslutar, under ledning av SS-kommendanten Amon Göth, stängningen och ”likvidationen” av de sista resterna av Krakóws getto, vilken har pågått sedan dagen före. Av de 10 000 judar som finns kvar i ghettot anses omkring 8 000 arbetsföra och skickas till arbetslägret i Płaszów, medan de övriga antingen blir dödade på ghettots gator eller skickas till förintelselägret Auschwitz.
- 1951 – FN-trupper återerövrar den sydkoreanska huvudstaden Seoul från nordkoreanerna för andra gången under Koreakriget.
- 1964 – Nattklubbsägaren Jack Ruby döms skyldig till mordet på president John F. Kennedys förmodade mördare Lee Harvey Oswald och straffet blir döden. Ruby hinner dock avlida av en lungemboli 1967, innan straffet hinner verkställas.
- 1972 – Ett flygplan från Sterling Airways störtar i närheten av Kalba i Förenade Arabemiraten, varvid samtliga 112 personer ombord (passagerare och besättning) omkommer.
- 2003 – Sedan Recep Tayyip Erdoğans parti Rättvise- och utvecklingspartiet (AKP) har vunnit det turkiska valet året före har han först av parlamentet på formella grunder hindrats att bilda regering. Denna dag blir han dock tillfrågad och tillträder posten som Turkiets premiärminister.

## Födda
- 1593 – Georges de La Tour, fransk konstnär och målare
- 1707 – Johan Ihre, svensk språkforskare
- 1709 – Sten Carl Bielke, svensk friherre, ämbetsman, vetenskapsman och riksdagsman
- 1773 – John Holmes, amerikansk politiker, senator för Maine 1820–1827 och 1829–1833
- 1774 – Bengt Franc-Sparre, svensk greve och generallöjtnant
- 1782 – Thomas Hart Benton, amerikansk politiker, senator för Missouri 1821–1851
- 1794 – Józef Bem, polsk general och nationalhjälte
- 1804 – Johann Strauss den äldre, österrikisk kompositör
- 1807 – Josefina av Leuchtenberg, Sveriges och Norges drottning 1844–1859 (gift med Oscar I)
- 1816 – Bernhard Elis Malmström, svensk författare och professor ledamot av Svenska Akademien 1849-1865
- 1819 – Erik Edlund, svensk professor och riksdagsman
- 1820 – Viktor Emanuel II, kung av Sardinien 1849–1861 och av det enade Italien 1861-1878
- 1835 – Giovanni Schiaparelli, italiensk astronom
- 1840 – David B. Henderson, skotsk-amerikansk politiker, talman i USA:s representanthus 1899–1903
- 1844 – Umberto I, kung av Italien 1878-1900
- 1841 – Idriz Seferi, albansk politiker och upprorsledare
- 1848 – Laura Fitinghoff, svensk författare
- 1851 – John S. Little, amerikansk demokratisk politiker, guvernör i Arkansas 1907
- 1854
  - Paul Ehrlich, tysk medicine professor och mottagare av Nobelpriset i fysiologi eller medicin 1908
  - Thomas R. Marshall, amerikansk demokratisk politiker, guvernör i Indiana 1909–1913, USA:s vicepresident 1913–1921
- 1864 – Alfred Redl, österrikisk-ungersk officer och rysk spion
- 1874 - Luigi Einaudi, italiensk politiker, president 1948-1955
- 1879 – Albert Einstein, tysk-amerikansk fysiker, skapare av relativitetsteorin, mottagare av Nobelpriset i fysik 1921
- 1882 – Wacław Sierpiński, polsk matematiker
- 1889 – Siri Dahlquist, svensk psalmförfattare
- 1903 – Mustafa Barzani, kurdisk nationalistisk politiker
- 1905 – Karl-Axel Forssberg, svensk skådespelare
- 1906 – Nils Ericson, svensk skådespelare och sångare
- 1907 – Björn-Erik Höijer, svensk författare och manusförfattare
- 1908 – Maurice Merleau-Ponty fransk filosof
- 1912 – Rolf Edberg svensk författare och diplomat
- 1912 – Les Brown, amerikansk storbandsledare
- 1920 – Anders Börje, svensk sångare, kompositör och skådespelare
- 1923
  - Diane Arbus, amerikansk fotograf
  - William J. Scherle, amerikansk republikansk politiker, kongressledamot 1967–1975
- 1925 – William Clay Ford, Sr., amerikansk företagare, sonson till Henry Ford
- 1931
  - Lisbeth Palme, hustru till Olof Palme
  - Sten Wickbom, svensk socialdemokratisk politiker, Sveriges justitieminister 1983–1987, landshövding i Kronobergs län 1988–1995
- 1933
  - Michael Caine, brittisk skådespelare
  - Quincy Jones, amerikansk skiv-, tv- och filmproducent, jazzmusiker och låtskrivare
  - Anu Kaipainen, finländsk författare
- 1934
  - Eugene Cernan, amerikansk astronaut
  - Dionigi Tettamanzi, italiensk kardinal, ärkebiskop av Milano 1998–2017
- 1935 – P.C. Jersild, svensk författare och läkare
- 1937 – Jarl Borssén, svensk skådespelare och komiker
- 1941 – Wolfgang Petersen, tysk regissör
- 1942 – Rita Tushingham, brittisk skådespelare
- 1944 – Martin Lind, svensk kyrkoman, biskop i Linköpings stift 1995–2011
- 1945 – Steve Kanaly, amerikansk skådespelare
- 1947 – William J. Jefferson, amerikansk politiker
- 1948 – Billy Crystal, amerikansk skådespelare och regissör
- 1954 – Claes Ljungmark, svensk skådespelare
- 1957
  - Franco Frattini, italiensk politiker, Italiens utrikesminister 2002–2004 och 2008–2011 samt EU-kommissionär 2004–2008
  - Tad Williams, amerikansk science fiction- och fantasyförfattare
- 1958 – Albert II, furste av Monaco 2005–
- 1964 – Micha Koivunen, svensk skådespelare
- 1965
  - Aamir Khan, indisk skådespelare, filmproducent och manusförfattare
  - Dan Malmer, svensk skådespelare, musikalartist och koreograf
- 1968 – Megan Follows, kanadensisk skådespelare
- 1970 – Thomas Fogdö, svensk skidåkare
- 1975 – Johan Paulik, slovakisk gayporrfilmskådespelare
- 1976 – Daniel Gillies, kanadensisk skådespelare
- 1978 – Carlo Giuliani, italiensk poet och anarkist
- 1979
  - Nick Atkinson, svensk skådespelare
  - Nicolas Anelka, fransk fotbollsspelare
- 1983 – Amber Stachowski, amerikansk vattenpolospelare
- 1984 – Dan Crenshaw, amerikansk politiker
- 1986 – Jamie Bell, brittisk skådespelare
- 1997 – Simone Biles, amerikansk gymnast

## Avlidna
- 1748 – George Wade, 75, brittisk fältmarskalk
- 1811 – Augustus FitzRoy, 3:e hertig av Grafton, 75, brittisk politiker, premiärminister 1768–1770
- 1812 – Carl Gustaf Nordin, 63, svensk språkvetare och politiker, biskop i Härnösands stift sedan 1805, ledamot av Svenska Akademien sedan 1786
- 1823 – Charles François Dumouriez, 84, fransk general och politiker
- 1883 – Karl Marx, 64, tysk författare, journalist, sociolog, filosof, historiker och nationalekonom
- 1892 – Carl Siegmund Franz Credé, 72, tysk läkare och professor
- 1895 – Theodor Berg, 86, svensk militär, disponent, kommunalordförande och riksdagsman
- 1920 – Henry W. Blair, 85, amerikansk republikansk politiker, senator för New Hampshire 1879–1885 och 1895–1901
- 1922 – August Palm, 73, svensk skräddare och socialistisk agitator, känd som Mäster Palm
- 1927 – Janis Cakste, 67,  lettisk politiker, president sedan 1922
- 1932 – George Eastman, 77, amerikansk uppfinnare, grundare av kameraföretaget Kodak
- 1942 – Bibb Graves, 68, amerikansk demokratisk politiker, guvernör i Alabama 1927–1931 och 1935–1939
- 1956 – Lars Sonck, 85, finländsk arkitekt
- 1960 – Henning Ohlsson, 72, svensk skådespelare, konstnär, skulptör och skald
- 1968 – Erwin Panofsky, 75, tysk konsthistoriker
- 1969 – Ben Shahn, 70, amerikansk målare inom bland annat expressionismen och socialrealismen
- 1970 – K.G. Ossiannilsson, 94, svensk författare och översättare
- 1973 – Chic Young, 72, amerikansk serietecknare, mest känd för serien Blondie
- 1975 – Susan Hayward, 57, amerikansk skådespelare
- 1976 – Busby Berkeley, 80, amerikansk filmregissör, koreograf och skådespelare
- 1978 – John Marshall Butler, 80, amerikansk republikansk politiker, senator för Maryland 1951–1963
- 1991 – Margery Sharp, 66, brittisk författare
- 1995 – William A. Fowler, 83, amerikansk astronom och fysiker, mottagare av Nobelpriset i fysik 1983
- 1996 – Maj Sønstevold, 78, svensk kompositör
- 2000 – Anne Wibble, 56, svensk folkpartistisk politiker och statsråd, Sveriges finansminister 1991–1994
- 2006 – Lennart Meri, 76, estnisk politiker, president 1992-2001
- 2008
  - Gustav Cederwall, 94, svensk ämbetsman och nationalekonom, landshövding i Västmanlands län 1961–1980
  - Chiara Lubich, 88, italiensk katolsk aktivist, grundare och ledare av Focolarerörelsen
- 2009
  - Millard Kaufman, 92, amerikansk manusförfattare, skapare av figuren Mr. Magoo
  - Lars Peterson, 84, svensk statssekreterare, generaldirektör för Statens Järnvägar 1969–1978
- 2010
  - Peter Graves, 83, amerikansk skådespelare
  - Der Scutt, 75, amerikansk arkitekt
  - Urpo Leppänen, 66, finländsk politiker, Finlands arbetskraftsminister 1983–1987
- 2012 – Ċensu Tabone, 98, maltesisk politiker, Maltas president 1989–1994
- 2013
  - Malachi Throne, 84, amerikansk skådespelare
  - Ieng Sary, 87, kambodjansk röda khmer-politiker, Kambodjas utrikesminister 1975–1979
  - Mirja Hietamies, 82, finländsk längdskidåkare, OS-guld i stafett 1956
- 2014
  - Tony Benn, 88, brittisk Labourpolitiker, Storbritanniens industriminister 1974–1975 och energiminister 1975–1979
  - Sam Lacey, 65, amerikansk basketspelare
  - Warwick Parer, 77, australisk liberal politiker, Australiens minister för energi- och resursfrågor 1996–1998
- 2015 – Charlotta Cederlöf, 49, svensk radiojournalist och författare
- 2016
  - Patty Duke, 69, amerikansk skådespelare
  - Roland Wallstén, 73, svensk bildkonstnär.
- 2018 – Stephen Hawking, 76, brittisk kosmologiforskare
- 2019 – Birch Bayh, 91, amerikansk demokratisk politiker, senator för Indiana 1963–1981
- 2025
  - Dag Solstad, 83, norsk författare
  - Andreas Kronthaler, 73, österrikisk sportskytt